# Internazionali di Tennis di Baviera 2002 - Qualificazioni singolare
Le qualificazioni del singolare degli Internazionali di Tennis di Baviera 2002 sono state un torneo di tennis preliminare per accedere alla fase finale della manifestazione. I vincitori dell'ultimo turno sono entrati di diritto nel tabellone principale. In caso di ritiro di uno o più giocatori aventi diritto a questi sono subentrati i lucky loser, ossia i giocatori che hanno perso nell'ultimo turno ma che avevano una classifica più alta rispetto agli altri partecipanti che avevano comunque perso nel turno finale.
Le qualificazioni del singolare prevedevano 32 partecipanti di cui 4 sono entrati nel tabellone principale.

## Teste di serie
1. Irakli Labadze (secondo turno)
2. Raemon Sluiter (ultimo turno)
3. Álex Calatrava (primo turno)
4. Oliver Gross (ultimo turno)

1. Dennis van Scheppingen (Qualificato)
2. Luis Horna (primo turno)
3. Tomas Behrend (primo turno)
4. Jürgen Melzer (primo turno)

## Qualificati
1. Željko Krajan
2. Jan Frode Andersen

1. Radek Štěpánek
2. Dennis van Scheppingen

## Tabellone

### Legenda
| - Q = Qualificato - WC = Wild card - LL = Lucky loser | - ALT = Alternate - SE = Special Exempt - PR = Protected Ranking | - w/o = Walkover - r = Ritirato - d = Squalificato |

### Sezione 1
|  | Primo turno   | Primo turno    | Primo turno    | Primo turno | Primo turno |  |  | Secondo turno | Secondo turno  | Secondo turno | Secondo turno | Secondo turno |   |   | Ultimo turno | Ultimo turno | Ultimo turno | Ultimo turno | Ultimo turno |  |
|  |               |                |                |             |             |  |  |               |                |               |               |               |   |   |              |              |              |              |              |  |
|  | 1             | Irakli Labadze | Irakli Labadze | 6           | 6           |  |  |               |                |               |               |               |   |   |              |              |              |              |              |  |
|  |               | Jan Hernych    | Jan Hernych    | 3           | 2           |  |  | 1             | Irakli Labadze | 6             | 64            | 6             |   |   |              |              |              |              |              |  |
|  | Ivo Karlović  | Ivo Karlović   | Ivo Karlović   | 7           | 6           |  |  |               | Ivo Karlović   | 3             | 7             | 7             |   |   |              |              |              |              |              |  |
|  | Oliver Marach | Oliver Marach  | Oliver Marach  | 5           | 2           |  |  |               |                |               |               |               |   |   | Ivo Karlović | Ivo Karlović | Ivo Karlović | 3            | 2            |  |
|  | Željko Krajan | Željko Krajan  | Željko Krajan  | 6           | 6           |  |  |               |                | Željko Krajan | Željko Krajan | Željko Krajan | 6 | 6 |              |              |              |              |              |  |
|  | Julien Varlet | Julien Varlet  | Julien Varlet  | 2           | 1           |  |  | Željko Krajan | Željko Krajan  | Željko Krajan | 7             | 6             |   |   |              |              |              |              |              |  |
|  |               | Marcos Daniel  | 6              | 3           | 6           |  |  | Marcos Daniel | Marcos Daniel  | Marcos Daniel | 5             | 4             |   |   |              |              |              |              |              |  |
|  | 6             | Luis Horna     | 4              | 6           | 4           |  |  |               |                |               |               |               |   |   |              |              |              |              |              |  |

### Sezione 2
|  | Primo turno        | Primo turno        | Primo turno        | Primo turno | Primo turno |  |  | Secondo turno      | Secondo turno      | Secondo turno     | Secondo turno      | Secondo turno      |   |   | Ultimo turno | Ultimo turno   | Ultimo turno   | Ultimo turno | Ultimo turno |  |
|  |                    |                    |                    |             |             |  |  |                    |                    |                   |                    |                    |   |   |              |                |                |              |              |  |
|  | 2                  | Raemon Sluiter     | Raemon Sluiter     | 7           | 6           |  |  |                    |                    |                   |                    |                    |   |   |              |                |                |              |              |  |
|  |                    | Denis Golovanov    | Denis Golovanov    | 5           | 1           |  |  | 2                  | Raemon Sluiter     | Raemon Sluiter    | 6                  | 7                  |   |   |              |                |                |              |              |  |
|  | Vasilīs Mazarakīs  | Vasilīs Mazarakīs  | Vasilīs Mazarakīs  | 6           | 6           |  |  |                    | Vasilīs Mazarakīs  | Vasilīs Mazarakīs | 3                  | 63                 |   |   |              |                |                |              |              |  |
|  | Alex Rădulescu     | Alex Rădulescu     | Alex Rădulescu     | 4           | 3           |  |  |                    |                    |                   |                    |                    |   |   | 2            | Raemon Sluiter | Raemon Sluiter | 4            | 4            |  |
|  | Maximilian Abel    | Maximilian Abel    | Maximilian Abel    | 7           | 6           |  |  |                    |                    |                   | Jan Frode Andersen | Jan Frode Andersen | 6 | 6 |              |                |                |              |              |  |
|  | Philipp Petzschner | Philipp Petzschner | Philipp Petzschner | 6           | 1           |  |  | Maximilian Abel    | Maximilian Abel    | 4                 | 6                  | 0                  |   |   |              |                |                |              |              |  |
|  |                    | Jan Frode Andersen | 3                  | 6           | 6           |  |  | Jan Frode Andersen | Jan Frode Andersen | 6                 | 3                  | 6                  |   |   |              |                |                |              |              |  |
|  | 8                  | Jürgen Melzer      | 6                  | 4           | 3           |  |  |                    |                    |                   |                    |                    |   |   |              |                |                |              |              |  |

### Sezione 3
|  | Primo turno     | Primo turno       | Primo turno       | Primo turno | Primo turno |  |  | Secondo turno     | Secondo turno     | Secondo turno     | Secondo turno     | Secondo turno     |   |   | Ultimo turno   | Ultimo turno   | Ultimo turno   | Ultimo turno | Ultimo turno |  |
|  |                 |                   |                   |             |             |  |  |                   |                   |                   |                   |                   |   |   |                |                |                |              |              |  |
|  |                 | Francisco Costa   | 6                 | 2           | 6           |  |  |                   |                   |                   |                   |                   |   |   |                |                |                |              |              |  |
|  | 3               | Álex Calatrava    | 1                 | 6           | 4           |  |  | Francisco Costa   | Francisco Costa   | Francisco Costa   | 2                 | 2                 |   |   |                |                |                |              |              |  |
|  | Radek Štěpánek  | Radek Štěpánek    | Radek Štěpánek    | 6           | 6           |  |  | Radek Štěpánek    | Radek Štěpánek    | Radek Štěpánek    | 6                 | 6                 |   |   |                |                |                |              |              |  |
|  | Markus Hantschk | Markus Hantschk   | Markus Hantschk   | 2           | 2           |  |  |                   |                   |                   |                   |                   |   |   | Radek Štěpánek | Radek Štěpánek | Radek Štěpánek | 6            | 6            |  |
|  | David Prinosil  | David Prinosil    | 1                 | 6           | 6           |  |  |                   |                   | Christian Kordasz | Christian Kordasz | Christian Kordasz | 4 | 4 |                |                |                |              |              |  |
|  | Alexander Waske | Alexander Waske   | 6                 | 3           | 4           |  |  | David Prinosil    | David Prinosil    | David Prinosil    | 1                 | 5                 |   |   |                |                |                |              |              |  |
|  |                 | Christian Kordasz | Christian Kordasz | 7           | 6           |  |  | Christian Kordasz | Christian Kordasz | Christian Kordasz | 6                 | 7                 |   |   |                |                |                |              |              |  |
|  | 7               | Tomas Behrend     | Tomas Behrend     | 64          | 3           |  |  |                   |                   |                   |                   |                   |   |   |                |                |                |              |              |  |

### Sezione 4
|  | Primo turno      | Primo turno            | Primo turno            | Primo turno | Primo turno |  |  | Secondo turno | Secondo turno          | Secondo turno    | Secondo turno          | Secondo turno |   |   | Ultimo turno | Ultimo turno | Ultimo turno | Ultimo turno | Ultimo turno |  |
|  |                  |                        |                        |             |             |  |  |               |                        |                  |                        |               |   |   |              |              |              |              |              |  |
|  | 4                | Oliver Gross           | Oliver Gross           | 6           | 6           |  |  |               |                        |                  |                        |               |   |   |              |              |              |              |              |  |
|  |                  | Petr Dezort            | Petr Dezort            | 1           | 4           |  |  | 4             | Oliver Gross           | Oliver Gross     | 6                      | 6             |   |   |              |              |              |              |              |  |
|  | Jens Knippschild | Jens Knippschild       | 64                     | 6           | 6           |  |  |               | Jens Knippschild       | Jens Knippschild | 4                      | 3             |   |   |              |              |              |              |              |  |
|  | Tobias Summerer  | Tobias Summerer        | 7                      | 1           | 4           |  |  |               |                        |                  |                        |               |   |   | 4            | Oliver Gross | 1            | 6            | 3            |  |
|  | Diego Veronelli  | Diego Veronelli        | 6                      | 1           | 7           |  |  |               |                        | 5                | Dennis van Scheppingen | 6             | 4 | 6 |              |              |              |              |              |  |
|  | Christian Vinck  | Christian Vinck        | 2                      | 6           | 65          |  |  |               | Diego Veronelli        | 2                | 6                      | 2             |   |   |              |              |              |              |              |  |
|  | 5                | Dennis van Scheppingen | Dennis van Scheppingen | 6           | 6           |  |  | 5             | Dennis van Scheppingen | 6                | 3                      | 6             |   |   |              |              |              |              |              |  |
|  |                  | Victor Hănescu         | Victor Hănescu         | 4           | 2           |  |  |               |                        |                  |                        |               |   |   |              |              |              |              |              |  |